# Lokale bestuurlijke gebieden van Queensland

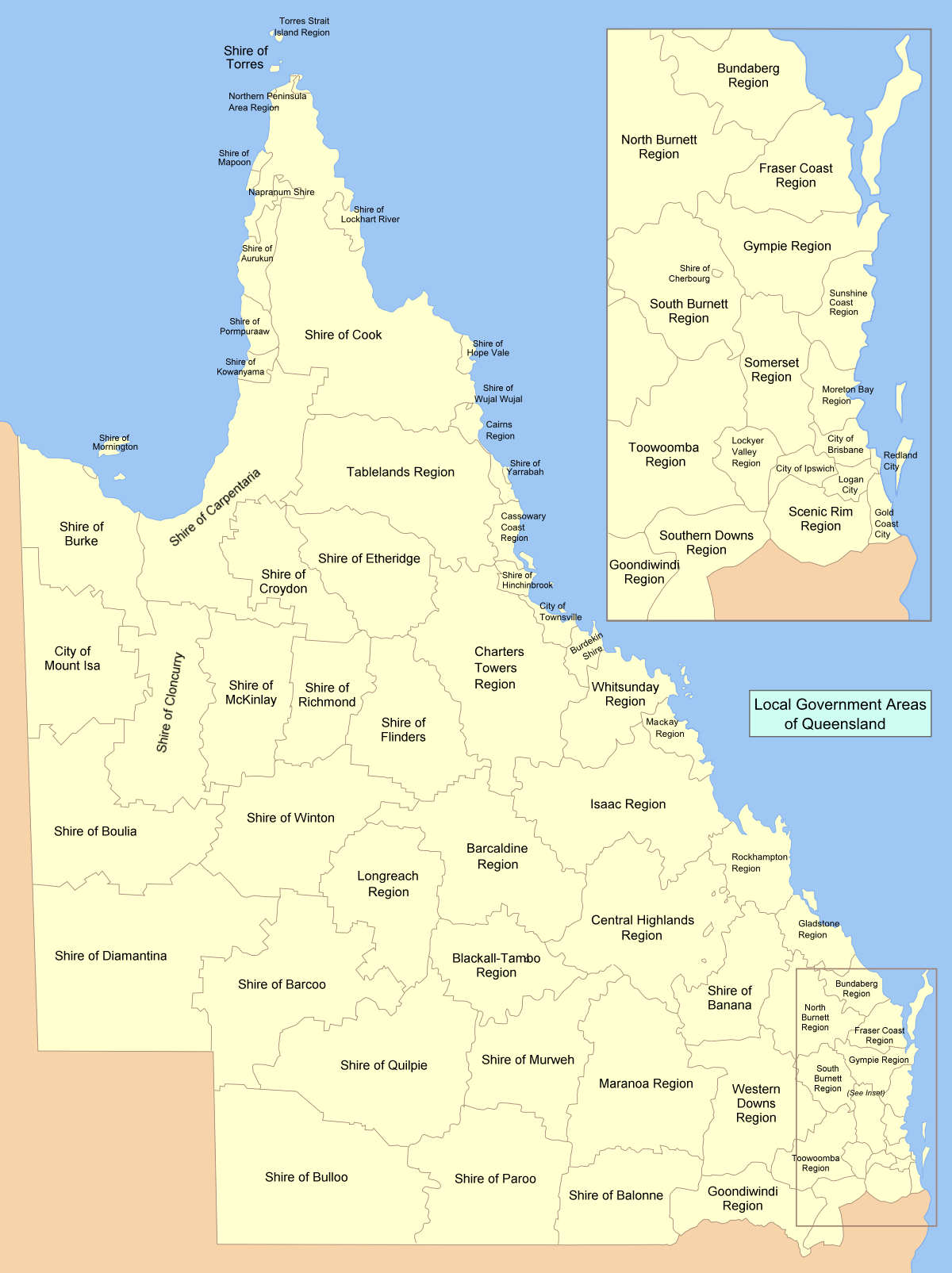
Lokale bestuurlijke gebieden van Queensland

De Australische staat Queensland bevat 157 lokale bestuurlijke gebieden.

## A
Aramac - 
Atherton - 
Aurukun

## B
Badu Island - 
Balonne - 
Bamaga - 
Banana - 
Barcaldine - 
Barcoo - 
Bauhinia - 
Beaudesert - 
Belyando - 
Bendemere - 
Biggenden - 
Blackall - 
Boigu Island - 
Boonah - 
Booringa - 
Boulia - 
Bowen - 
Brisbane - 
Broadsound - 
Bulloo - 
Bundaberg - 
Bungil - 
Burdekin - 
Burke - 
Burnett

## C
Caboolture - 
Cairns - 
Calliope - 
Caloundra - 
Cambooya - 
Cardwell - 
Carpentaria - 
Charters Towers - 
Cherbourg - 
Chinchilla - 
Clifton - 
Cloncurry - 
Cook - 
Cooloola - 
Crows Nest - 
Croydon

## D
Dalby - 
Dalrymple - 
Dauan Island - 
Diamantina - 
Doomadgee - 
Douglas - 
Duaringa

## E
Eacham - 
Eidsvold - 
Emerald - 
Erub Island - 
Esk - 
Etheridge

## F
Fitzroy - 
Flinders

## G
Gatton - 
Gayndah - 
Gladstone - 
Gold Coast - 
Goondiwindi

## H
Hammond Island - 
Herberton - 
Hervey Bay - 
Hinchinbrook - 
Hope Vale

## I
Iama Island - 
Ilfracombe - 
Inglewood - 
Injinoo - 
Ipswich - 
Isis - 
Isisford

## J
Jericho - 
Johnstone - 
Jondaryan

## K
Kilcoy - 
Kilkivan - 
Kingaroy - 
Kolan - 
Kowanyama - 
Kubin Island

## L
Laidley - 
Livingstone - 
Lockhart River - 
Logan - 
Longreach

## M
Mabuiag Island - 
Mackay - 
Mapoon - 
Mareeba - 
Maroochy - 
Maryborough - 
McKinlay - 
Mer Island - 
Millmerran - 
Mirani - 
Miriam Vale - 
Monto - 
Mornington - 
Mount Isa - 
Mount Morgan - 
Mundubbera - 
Murgon - 
Murilla - 
Murweh

## N
Nanango - 
Napranum - 
Nebo - 
New Mapoon - 
Noosa

## P
Palm Island - 
Paroo - 
Peak Downs - 
Perry - 
Pine Rivers - 
Pittsworth - 
Pormpuraaw - 
Poruma Island

## Q
Quilpie

## R
Redcliffe - 
Redland - 
Richmond - 
Rockhampton - 
Roma - 
Rosalie

## S
Saibai - 
Sarina - 
Seisia Island - 
St Pauls Island - 
Stanthorpe

## T
Tambo - 
Tara - 
Taroom - 
Thuringowa - 
Tiaro - 
Toowoomba - 
Torres - 
Townsville

## U
Ugar Island - 
Umagico

## W
Waggamba - 
Wambo - 
Warraber Island - 
Warroo - 
Warwick - 
Whitsunday - 
Winton - 
Wondai - 
Woocoo - 
Woorabinda - 
Wujal Wujal

## Y
Yarrabah - 
Yorke Island